# Goswin Hermann Otto von Merveldt

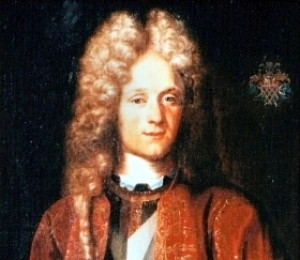
Goswin Hermann Otto von Merveldt

Goswin Hermann Otto von Merveldt (* 5. September 1661 (oder 18. Mai 1662 oder 5. Mai 1661); † 8. November 1727 (oder 8. Mai 1727)) war von 1721 bis 1727 Großprior der deutschen Ordensprovinz des Malteserordens.

## Leben

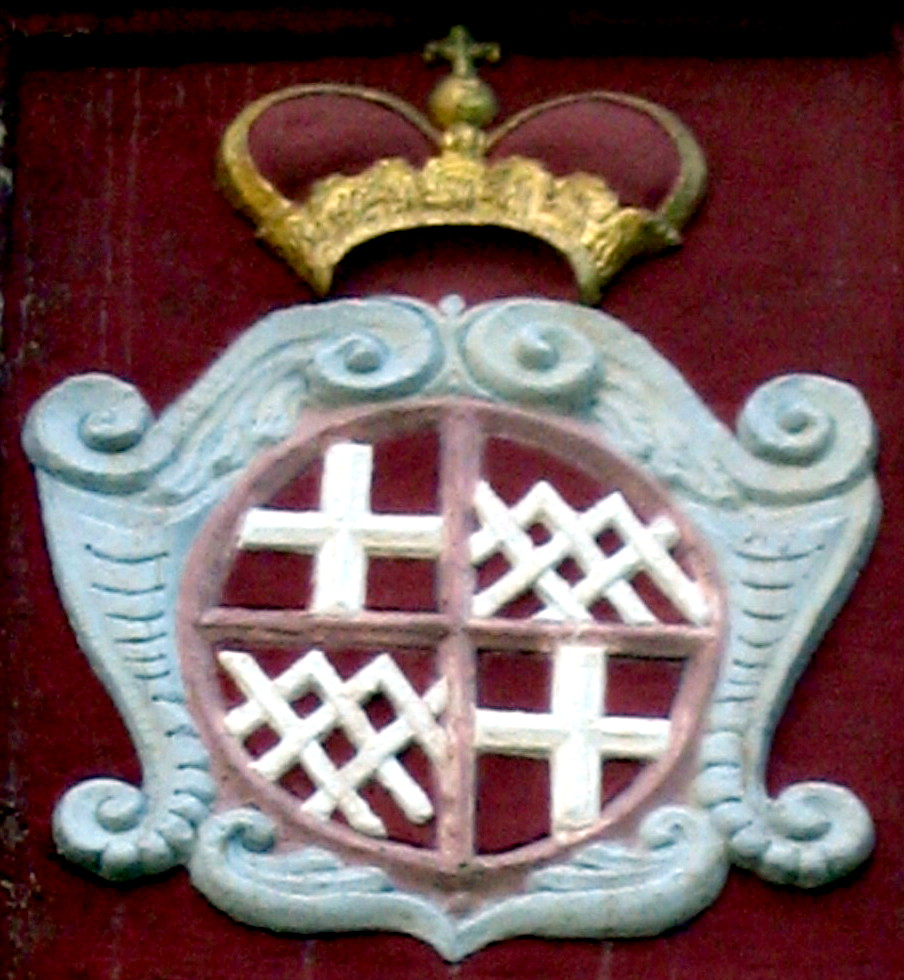
Wappen des Fürsten von Heitersheim Goswin Hermann Otto von Merveldt, 1726; an der Fassade des 1726 errichteten Badhauses in Heitersheim; die Wappenfelder 2 und 4 sind falsch angemalt, korrekt wäre in Blau ein goldenes Gitterwerk

Wappen derer von Merveldt

Merveldt stammte aus dem westfälischen Adelsgeschlecht der Merveldt (Linie Westerwinkel), das sich nach dem Ort Merfeld bei Dülmen (Kreis Coesfeld, Nordrhein-Westfalen) nannte.  Er wurde am 5. September 1661 (oder 5. Mai 1661 oder 18. Mai 1662) als Sohn des Dietrich Hermann II. von Merveldt zu Westerwinkel und der Hedwig Anna Sophia von Westerholt zu Lembeck (1631–1671) geboren. Seine Geschwister waren Dietrich Burchard (Obristhofmarschall), Adolf Bernhard (Assessor der Landespfennigkammer), Hedwig Anna (1650–1698, ⚭ Dietrich Ludolph von Galen) und Anna Margaretha Maria (1655–1729, Kanonisse im Stift Nottuln).
Am 12. Juli 1685 wurde er in den Malteserorden aufgenommen. 1688 wird er als Kommandeur der Leibgarde des Fürstbischofs von Münster, Friedrich Christian von Plettenberg, genannt. Auch Statthalter von Jülich war eine Station seiner Karriere.
1692 tätig an den Kommenden Arnheim und Nimwegen, später in Rothenburg ob der Tauber und Tobel.
1711 bis 1717 bekleidete er das Amt des Großbailli des Malteserordens. Er versuchte in den Verhandlungen zum Frieden von Utrecht (1713) vergeblich, die von den Niederlanden eingezogenen Ordenskommenden für den Orden wieder zu erlangen. Von 1717 bis 1721 war er (Titular-)Prior von Dacien.
Am 6. November 1721 wurde Merveldt vom damaligen Großmeister Marc’Antonio Zondadari  zum Großprior des Malteserordens für die deutsche Ordensprovinz ernannt. Dazu erhielt er die fünf prioralen Kommenden (oder Kammern) Utrecht, Köln, Heimbach, Bubikon und Freiburg i. Br.
Er lebte teilweise auf dem Drostenhof in  Wolbeck. Merveldt nutzte seine Stellung zur Familienpolitik und erreichte, dass die von Merveldt 1726 in den Reichsgrafenstand erhoben wurden.
1726 ließ Merveldt in Heitersheim das Badhaus renovieren; dort ist auch sein Wappen angebracht. Außerdem ließ er noch 1727 Stallungen und Wirtschaftsgebäude auf dem Hofgut Weinstetten erstellen.
Merveldt starb am 8. November 1727 (oder 8. Mai 1727) auf dem Familiengut Westerwinkel und wurde in der St. Nikolaus-Kirche in Wolbeck bestattet, wo auch ein Epitaph an ihn erinnert. Merveldt hatte die Grabkapelle an die Kirche anbauen lassen, die der Familie von Merveldt noch heute als Grablege dient.